# Наукова бібліотека Донецького національного університету імені Василя Стуса
Наукова бібліотека Донецького національного університету імені Василя Стуса —  виконує роль навчальної, наукової лабораторії, центру збору та розповсюдження інформації, необхідної користувачам для провадження їх діяльності. Заснована 1937 року.

## Історія
Наукову бібліотеку засновано в 1937 році відповідно до наказу №51 по Сталінському державному педагогічному інституту.
До початку Другої світової війни це була хата-читальня з фондом 19 тис. примірників. У 1940-1941 навчальному році читачами бібліотеки були 881 студент та 65 викладачів.
Під час Другої світової війни, як і більшість бібліотек України, була повністю знищена нацистами.
Серед тих співробітників, хто першими з інституту пішли на фронт, був бібліотекар Геннадій Олександрович Радченко, який загинув у 1942 році під Ленінградом.
Після  Другої світової війни фонд бібліотеки формували усім Радянським Союзом. До бібліотеки надходили даровані колегами книги з  таких міст, як : Київ, Одеса, Харків, Москва, Мінськ, Чебоксари та ін. Перший запис у інвентарній книзі після війни було зроблено 4 травня 1944 року. Це був підручник російської мови під редакцією Д. Е. Розенталя.
У 1965 році бібліотеку  перейменовано в бібліотеку державного університету.
З 1990 року – «Наукова бібліотека Донецького державного університету».
З 2000 року носить назву «Наукова бібліотека Донецького національного університету».
За роки свого існування бібліотека була відомою в Радянському Союзі і за його межами як бібліотека - новатор, місце впровадження та реалізації інноваційних форм і методів бібліотечної роботи. Вона була методичним центром для бібліотек вищих навчальних закладів Донецької і Луганської областей. 
До початку бойових дій 2014 року на Донбасі це була сучасна автоматизована бібліотека : мільйонний фонд примірників друкованих та електронних видань, автоматизовані робочі місця, Інтернет-послуги для користувачів.
У 2014 році у зв’язку із трагічними подіями на сході України бібліотека разом із університетом переїжджає із Донецька до Вінниці.
З 2016 року - «Бібліотека Донецького національного університету імені Василя Стуса» (м. Вінниця). 
З 2019 року -  "Наукова бібліотека Донецького національного університету імені Василя Стуса". 

## Очільники бібліотеки
-       Кириченко М. Т.,
-       Андрієнко Е. С.,
-       Харченко А. М.
-       з квітня 1999 року – по березень 2020 року - Карягіна Наталія Олександрівна.

## Фонди
До 2014 року книжковий фонд бібліотеки нараховував 1,3 млн. примірників видань літератури природничого, соціально-політичного, економічного, юридичного, філологічного профілю, літератури з сільського і лісового господарства, галузей культури, освіти, мистецтва, а також художньої, дитячої та літератури за шкільною програмою.
У фонді рідкісних видань було зібрано близько 5,5 тис. примірників, зокрема 1,5 тис. періодичних видань XIX-го і початку XX-го століть.
Сьогодні бібліотека переживає своє відродження в черговий раз. Переїхавши разом з Alma Mater до Вінниці, вона з грудня 2014 року почала заново організовувати свою роботу та формувати книжковий фонд. На прохання про допомогу активно відгукнулася майже вся бібліотечна спільнота України, особливо західний регіон. Отримали у якості подарунка дуже цінні видання із закордону. Досить активно до поповнення книжкового фонду спеціалізованою та художньою літературою долучились і науково-педагогічні працівники університету.
Бібліотечний фонд наукової бібліотеки ДонНУ імені Василя Стуса наразі нараховує понад 30 000 примірників друкованих видань.
Хоча бібліотека і не має мільйонного фонду примірників, але володіє оптимальною якісною інформаційною складовою для задоволення запитів студентів та викладачів, оргтехнікою та працівниками, які готові надати оперативну, якісну допомогу у безмежному просторі інформації[1]. ЇЇ унікальність в тому, що в переважній більшості книжковий фонд бібліотеки - це подарунки.
Наукова бібліотека університету  має сайт, що презентує її  інформаційну, соціокультурну діяльність та висвітлює основні новинні бібліотечні події, віртуальні  тематичні онлайн-заходи (презентації  виставок та переглядів літератури, звіти про проведені масові заходи (зустрічі із письменниками, «круглі столи», презентації книг), бібліографічні огляди нових надходжень літератури, анонси бібліотечних заходів), відеоматеріали, електронні ресурси, доступ до  міжнародних наукометричних баз даних та віртуальної довідки, контактна інформація) 
Також, на сайті наукової бібліотеки користувачі  мають можливість віддаленого доступу до  інформаційних електронних ресурсів, зокрема:
електронного каталогу, що відображає весь активний документний фонд наукової бібліотеки на традиційних та електронних носіях;
університетського репозитарію - електронного архіву наукових праць викладачів та здобувачів, тез конференцій, навчально-методичних матеріалів, документів нормативно-розпорядчого характеру Університету;
інформаційно-аналітичної бази наукових праць ДонНУ імені Василя Стуса - Web-порталу, на якому розміщуються профайли та праці науковців Університету;
посилань на електронні архіви наукових фахових видань відкритого доступу.
Науковою бібліотекою здійснюються  організаційні заходи та онлайн, офлайн-інформування щодо  забезпечення доступу науковців та здобувачів Університету до  міжнародних наукометричних  реферативних баз даних Scopus, Web of Science, електронної колекції книг і журналів  Research4Life та архіву української історичної періодики Libraria-онлайн.
Неформальна комунікація  із користувачами продовжується на  офіційних сторінках Наукової бібліотеки у соціальних мережах Facebook, Тwitter  та Instagram.

## Структура
- Відділ комплексного бібліотечно-бібліографічного обслуговування:
- читальний зал економічних наук (вул. Янгеля, 4);
- читальний зал природничих та технічних наук (вул. 600-річчя, 21);
- читальний зал юридичних та історичних наук  (вул. Грушевського, 2);
- сектор бібліографічної роботи (вул. 600-річчя, 21);

- Відділ організації, обліку та зберігання фондів  (вул. 600-річчя, 21)

- сектор каталогізування;
- сектор комплектування та списання літератури;
- сектор обліку періодичних видань;
- сектор "Міжбібліотечний абонемент";

- Відділ інформаційних технологій та комп'ютерного забезпечення (вул. 600- річчя, 21).